# بر کریک (آلاباما)
بر کریک شهری است در ایالت آلاباما در کشور آمریکا.
با توجه به اطلاعات اداره آمار آمریکا مساحت آن در حدود ۳۵٫۶ کیلومترمربع است.

## مردم‌شناسی
با توجه به آمار سال ۲۰۰۰ جمعیت آن ۱۰۵۳ نفر، ۴۲۸ خانواده در آن ساکن هستند.
تعداد ۴۷۵ واحد خانه در هر مساحت تقریبی (۱۳،۶akm²) قرار دارد.
۲۴،۳% درصد از خانواده‌های فرزند زیر ۱۸ سال داشتند که از این تعداد ۶۱% درصد زوج بوده و ۸،۹% درصد زنان بدون شوهر و ۲۷،۶% درصد نیز غیر خانواده بودند.
متوسط درآمد یک خانواده در حدود ۳۵،۳۴۱ دلار آمریکا است و زنان درآمد متوسط ۲۵،۰۰۰ دلار آمریکا و مردان درآمد متوسط ۲۱،۷۸۶ دلار آمریکا بدست می‌آورند.